# Acetilholinesteraza
Acetilholinsteraza (EC 3.1.1.7, prava holinsteraza, holinska esteraza I, acetiltioholinsteraza, acetilholin hidrolaza, acetil.beta-metilholinsteraza, acetilhidrolaza, AcCholE, ACE, AChE) je enzim sa sistematskim imenom acetilholin acetilhidrolaza. Ovaj enzim katalizuje sledeću hemijsku reakciju
acetilholin + 2O {\displaystyle \rightleftharpoons } holin + acetat
Ovaj enzim deluje na mnoštvo acetalnih estara.
Acetilholinesteraze su serumske proteaze koje razgrađuju, hidrolizuju, neurotransmiter acetilholin. AChE se dominantno nalaze u neuromišićnoj spojnici i holinergičkim sinapsama u mozgu gde imaju prevashodnu svrhu završavanja sinaptičke neurotransmisije. AChE imaju veoma izraženu katalitičku aktivnost, jer svaki molekul acetilholinesteraze razgrađuje oko 25000 molekula acetilholina (ACh). Tokom neurotransmisije ACh se oslobađa u sinaptičku pukotinu i vezuje za holinergičke receptore na postsinaptičkoj membrani prenoseći signal iz neurona. AChE koja se nalazi na postsinaptičkoj membrani završava transmisiju signala razgrađujući (hidrolizirajući) ACh. Tako oslobođeni holin se ponovo preuzima od strane presinaptičkog nerva i koristi sa ponovnu sintezu acetilholina kombinovanjem sa acetil –CoA uz pomoć enzima holin acetiltransferaze.
Inhibicija AChE dovodi do akumulacije ACh u sinaptičkoj pukotini, a time i otežane neurotransmisije. Ireverzibilni inhibitori AChE, kao što su organofosfatna jedinjenja (insekticidi kao što je malation, i nervni bojni otrovi kao što su sarin i soman) mogu dovesti do paralize mišića, konvulzija i bronhokonstrikcije i smrti usled asfiksije. Karbamati su kao što je fizostigmin koji se koristi u lečenju glaukoma, su reverzibilni inhibitori AChE koji usporavaju razgradnju ACh i više sati. Kratkoročni reverzibilni inhibitori AChE kao što su rivastigmin, donepezil i galantamin se koriste u lečenju neurokognitivne disfunkcije u Alzheimerovoj demenciji, a rivastigmin i u lečenje demencije u Parkinsonovoj bolesti, a može pomoći i u lečenju drugih oblika demencije.

## Literatura
- Nicholas C. Price; Lewis Stevens (1999). Fundamentals of Enzymology: The Cell and Molecular Biology of Catalytic Proteins (Third изд.). USA: Oxford University Press. ISBN 019850229X.
- Eric J. Toone (2006). Advances in Enzymology and Related Areas of Molecular Biology, Protein Evolution (Volume 75 изд.). Wiley-Interscience. ISBN 0471205036.
- Branden C; Tooze J. Introduction to Protein Structure. New York, NY: Garland Publishing. ISBN 0-8153-2305-0.
- Irwin H. Segel. Enzyme Kinetics: Behavior and Analysis of Rapid Equilibrium and Steady-State Enzyme Systems (Book 44 изд.). Wiley Classics Library. ISBN 0471303097.

## Spoljašnje veze
- Acetylcholinesterase на 